# Campionati del mondo di mountain bike - Downhill femminile Elite
Il downhill femminile Elite è una delle gare inserite nel programma dei campionati del mondo di mountain bike. Si corre sin dalla prima edizione dei campionati, nel 1990.

## Albo d'oro
Aggiornato all'edizione 2022.
| Anno | Vincitrice             | Seconda           | Terza            |
| ---- | ---------------------- | ----------------- | ---------------- |
| 1990 | Cindy Devine           | Elladee Brown     | Penny Davidson   |
| 1991 | Giovanna Bonazzi       | Nathalie Fiat     | Cindy Devine     |
| 1992 | Juli Furtado           | Kim Sonier        | Cindy Devine     |
| 1993 | Giovanna Bonazzi       | Kim Sonier        | Missy Giove      |
| 1994 | Missy Giove            | Sophie Kempf      | Giovanna Bonazzi |
| 1995 | Leigh Donovan          | Mercedes González | Giovanna Bonazzi |
| 1996 | Anne-Caroline Chausson | Leigh Donovan     | Missy Giove      |
| 1997 | Anne-Caroline Chausson | Marielle Saner    | Katja Repo       |
| 1998 | Anne-Caroline Chausson | Nolvenn Le Caër   | Cheri Elliott    |
| 1999 | Anne-Caroline Chausson | Katja Repo        | Sari Jörgensen   |
| 2000 | Anne-Caroline Chausson | Katja Repo        | Marla Streb      |
| 2001 | Anne-Caroline Chausson | Fionn Griffiths   | Leigh Donovan    |
| 2002 | Anne-Caroline Chausson | Fionn Griffiths   | Missy Giove      |
| 2003 | Anne-Caroline Chausson | Sabrina Jonnier   | Nolvenn Le Caër  |
| 2004 | Vanessa Quin           | Mio Suemasa       | Céline Gros      |
| 2005 | Anne-Caroline Chausson | Sabrina Jonnier   | Emmeline Ragot   |
| 2006 | Sabrina Jonnier        | Tracy Moseley     | Rachel Atherton  |
| 2007 | Sabrina Jonnier        | Rachel Atherton   | Tracey Hannah    |
| 2008 | Rachel Atherton        | Sabrina Jonnier   | Emmeline Ragot   |
| 2009 | Emmeline Ragot         | Tracy Moseley     | Kathy Pruitt     |
| 2010 | Tracy Moseley          | Sabrina Jonnier   | Emmeline Ragot   |
| 2011 | Emmeline Ragot         | Rachel Atherton   | Claire Buchar    |
| 2012 | Morgane Charre         | Emmeline Ragot    | Manon Carpenter  |
| 2013 | Rachel Atherton        | Emmeline Ragot    | Tracey Hannah    |
| 2014 | Manon Carpenter        | Rachel Atherton   | Tahnée Seagrave  |
| 2015 | Rachel Atherton        | Manon Carpenter   | Tracey Hannah    |
| 2016 | Rachel Atherton        | Myriam Nicole     | Tracey Hannah    |
| 2017 | Miranda Miller         | Myriam Nicole     | Tracey Hannah    |
| 2018 | Rachel Atherton        | Tahnée Seagrave   | Myriam Nicole    |
| 2019 | Myriam Nicole          | Tahnée Seagrave   | Marine Cabirou   |
| 2020 | Camille Balanche       | Myriam Nicole     | Monika Hrastnik  |
| 2021 | Myriam Nicole          | Marine Cabirou    | Camille Balanche |
| 2022 | Valentina Höll         | Nina Hoffmann     | Myriam Nicole    |

## Medagliere
| Pos.   | Nazione       | Oro | Argento | Bronzo | Totale |
| ------ | ------------- | --- | ------- | ------ | ------ |
| 1      | Francia       | 16  | 13      | 8      | 37     |
| 2      | Gran Bretagna | 7   | 10      | 3      | 20     |
| 3      | Stati Uniti   | 3   | 3       | 8      | 14     |
| 4      | Canada        | 2   | 1       | 3      | 6      |
| 5      | Italia        | 2   | 0       | 2      | 4      |
| 6      | Svizzera      | 1   | 1       | 2      | 4      |
| 7      | Austria       | 1   | 0       | 0      | 1      |
| 7      | Nuova Zelanda | 1   | 0       | 0      | 1      |
| 9      | Finlandia     | 0   | 2       | 1      | 3      |
| 10     | Germania      | 0   | 1       | 0      | 1      |
| 10     | Giappone      | 0   | 1       | 0      | 1      |
| 10     | Spagna        | 0   | 1       | 0      | 1      |
| 13     | Australia     | 0   | 0       | 5      | 5      |
| 14     | Slovenia      | 0   | 0       | 1      | 1      |
| Totale | Totale        | 33  | 33      | 33     | 99     |

| Pos. | Atleta                 | Oro | Argento | Bronzo | Totale |
| ---- | ---------------------- | --- | ------- | ------ | ------ |
| 1    | Anne-Caroline Chausson | 9   | 0       | 0      | 9      |
| 2    | Rachel Atherton        | 5   | 3       | 1      | 9      |
| 3    | Sabrina Jonnier        | 2   | 4       | 0      | 6      |
| 4    | Myriam Nicole          | 2   | 3       | 2      | 7      |
| 5    | Emmeline Ragot         | 2   | 2       | 3      | 7      |
| 6    | Giovanna Bonazzi       | 2   | 0       | 2      | 4      |
| 7    | Tracy Moseley          | 1   | 2       | 0      | 3      |
| 8    | Leigh Donovan          | 1   | 1       | 1      | 3      |
| 8    | Manon Carpenter        | 1   | 1       | 1      | 3      |
| 10   | Missy Giove            | 1   | 0       | 3      | 4      |